# Turnau, Österrike
Turnau är en köpingskommun  i distriktet Bruck-Mürzzuschlag i det österrikiska förbundslandet Steiermark. Turnau omnämns för första gången i ett dokument från år 1268.
Kommunen har 1 538 invånare (2024) och består av sex orter (Ortschaften) (inom parentes invånarantal 1 januari 2024):
- Au bei Turnau (131)
- Göriach (266)
- Seewiesen (49)
- Stübming (117)
- Thal (37)
- Turnau (938)